# Brug 1059

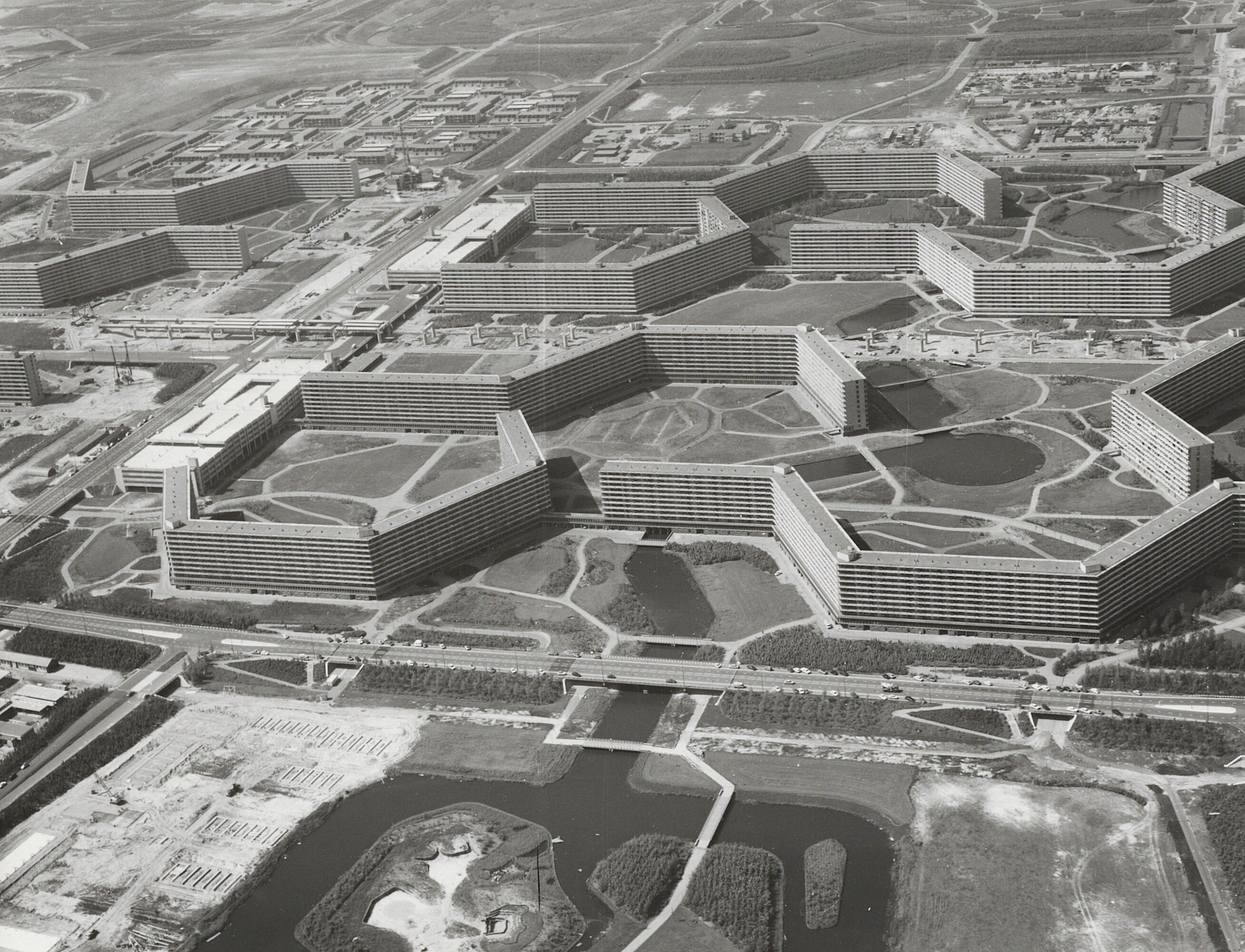
Links schuin naar boven de Karspeldreef; brug 1059 ligt bij bovenste Kraaiennest. (1973)

Brug 1059 was een bouwkundig kunstwerk in Amsterdam-Zuidoost.
Brug 1059 maakte vanaf 1966 deel uit van de infrastructuur binnen deze nog te bouwen wijk. In die wijk kwam een soort rondweg in de vorm van Bijlmerdreef, 's-Gravendijkdreef en Karspeldreef. Deze dreven werden halfhoog aangelegd op een dijklichaam en waren alleen toegankelijk voor snelverkeer. Voetgangers en fietsers bewogen zich voornamelijk op maaiveldniveau. Door deze inrichting van de wijk moesten er tal van viaducten gebouwd worden om het langzame verkeer ongehinderd tussen de diverse wijkonderdelen te laten bewegen. Bij de ontwerpfase van de Bijlmermeer was dat nog niet zover. De brug werd ontworpen als "viaduct in de Bijlmermeer".
Brug 1059 werd in de Karspeldreef een onderdoorgang van Kraaiennest
tussen honingraatflats Kikkenstein en Kruitberg richting het zuiden met toren (sinds 1975)- en honingraatflats Kralenbeek en Kempering.
Voor genoemde dreven ontwierp Dirk Sterenberg voor de Dienst der Publieke Werken een soort standaardprogramma voor viaducten. Ze hebben allemaal grotendeels hetzelfde uiterlijk met afgeronde randplaten, betonblokken op de randen van het wegdek, leuningen en betegeling keermuren. Ook de lengtes van de overspanningen van dit soort viaducten was standaard (17 meter}.
Het gescheiden verkeer werd hier vanaf begin jaren nul losgelaten. Er vond een ingrijpende sanering plaats waarbij het oostelijk en zuidelijk deel van die rondweg werd afgegraven; de kruisingen werden verlaagd naar maaiveldniveau met bijvoorbeeld zebrapaden. Deze slag liep door tot eind jaren nul. Ook dit deel van de Karspeldreef werd afgegraven, daarbij werd brug 1059 gesloopt.Honingraatflats Kempering en Kralenbeek werden ook gesloopt; de torenflats bleven staan.
<<< · 1000 · 1001 · 1002 · 1003 · 1004 · 1005 · 1006 · 1007 · 1008 · 1009 · 1010 · 1011 · 1012 · 1013 · 1014 · 1018 · 1028 · 1029 · 1030 · 1032 · 1033 · 1034 · 1035 · 1036 · 1037 · 1038 · 1039 · 1040 · 1041 · 1044 · 1045 · 1046 · 1048 · 1049 · 1050 · 1051 · 1062 · 1063 · 1064 · 1065 · 1066 · 1067 · 1076 · 1077 · 1078 · 1083 · 1090 · 1092 · 1093 · 1094 · 1095 · 1096 · 1097 · 1098 · 1099 · >>>
Brugnummers  1015, 1016, 1017, 1019, 1020, 1021, 1022, 1023, 1024, 1025, 1026, 1027, 1031, 1042, 1043, 1047, 1052/1053 (niet gebouwd), 1054, 1055, 1056, 1057, 1058, 1059, 1060, 1061, 1068, 1069-1075, 1079, 1080, 1081, 1082, 1084-1088, 1089 en 1091 (onbekend) zijn niet meer vergeven. De meesten daarvan zijn gesloopt in verband met sanering Zuidoost. Alle bruggen lagen en liggen in Zuidoost behalve bruggen 1000 en 1002.